# Border: Day One
Border: Day One – debiutancki minialbum południowokoreańskiej grupy Enhypen, wydany 30 listopada 2020 roku przez wytwórnię Belift Lab, Genie Music i Stone Music Entertainment. Płytę promował singel „Given-Taken”.

## Lista utworów
| CD | CD                      | CD | CD                       | CD      |
| Nr | Tytuł utworu            | Tekst/Muzyka | Producent                | Długość |
| -- | ----------------------- | --- | ------------------------ | ------- |
| 1. | „Intro: Walk the Line”  | Wonderkid, CA$HCOW, "Hitman" Bang | Wonderkid, CA$HCOW       | 1:49    |
| 2. | „Given-Taken”           | Wonderkid, LIL 27 CLUB, "Hitman" Bang, Melanie Fontana, Andreas Carlsson, Michel "Lindgren" Schulz, Sunshine, Kyler Niko                      | Wonderkid, "Hitman" Bang | 3:03    |
| 3. | „Let Me In (20 CUBE)”   | FRANTS, Kyler Niko, "Hitman" Bang, Lee Leejin, January 8th, Lee Seuran, danke, LUTRA, Jo Yuri (Jam Factory)                                   | FRANTS, "Hitman" Bang    | 3:10    |
| 4. | „10 Months”             | Lostboy, Andrew Bullimore, Tom Mann, Josh Record, "Hitman" Bang, Midnight Dive, Jo Yoonkyung, danke, Park Youngwoong, Lee Leejin, Kim Soojung | Lostboy                  | 3:14    |
| 5. | „Flicker”               | ARCADES, Ryan Lawrie, Jo Yoonkyung, "Hitman" Bang, Seo Youngjoon (krr), Lee Seuran                                                            | ARCADES                  | 2:24    |
| 6. | „Outro: Cross the Line” | Shin Kung, Wonderkid | Wonderkid, Shin Kung     | 1:55    |

## Notowania
| Lista                               | Pozycja |
| ----------------------------------- | ------- |
| Gaon Weekly Album Chart             | 2       |
| Belgian Albums (Ultratop Flanders)  | 60      |
| Belgian Albums (Ultratop Wallonia)  | 79      |
| German Albums (Offizielle Top 100)  | 95      |
| Hungarian Albums (MAHASZ)           | 29      |
| Oricon Weekly Album Chart (Japonia) | 2       |
| Billboard Japan Hot Albums          | 2       |
| Swiss Albums (Schweizer Hitparade)  | 99      |

## Sprzedaż
| Kraj             | Sprzedaż |
| ---------------- | -------- |
| Japonia          | 71 404+  |
| Korea Południowa | 636 129+ |